# Fotofosforilazione
La fotofosforilazione è quel processo che avviene negli organismi fotosintetici in cui si sfrutta energia solare per produrre ATP, nella quantità necessaria a ridurre Anidride Carbonica CO2 in Glucosio C6H12O6 (fissazione del Carbonio).
Nella fotofosforilazione l'energia luminosa è usata per creare un gradiente energetico che va da un donatore ad alta energia verso un accettore a bassa energia. Come in una diga poi gli elettroni si muovono grazie all'ossidazione delle molecole dal fotosistema II (P680) al fotosistema I (P700) attraverso una catena di trasporto degli elettroni e il loro moto è sfruttato per la formazione di un gradiente protonico che porta alla sintesi di ATP attraverso una proteina ATP-sintasi.